# Meetings, Incentives, Conferencing, Exhibitions
Pour les articles homonymes, voir MICE.
 (juillet 2015).
Si vous disposez d'ouvrages ou d'articles de référence ou si vous connaissez des sites web de qualité traitant du thème abordé ici, merci de compléter l'article en donnant les références utiles à sa vérifiabilité et en les liant à la section « Notes et références ».
Le marché du MICE (de l’acronyme anglophone « Meetings, Incentives, Conferences (ou Convention), Events » qui remplace l'ancien "Meetings Incentives Conferences Exhibitions") est une forme touristique complexe, fondée sur l'organisation d'événements par des groupements variés, associations, fédérations, entreprises.... Souvent assimilé au "tourisme d'affaires" - "Buiness tourism", qui inclut en sus le "voyage d'affaires" individuel, le tourisme MICE est en fait un composé d'opérations diverses de taille, objectif, publics.. différents (congrès, séminaires, réunions d'entreprise, voyages de récompense, foires et salons...). Le point commun de toutes ces manifestations est leur fonctionnement en évènement planifié en relation avec le milieu entrepreneurial (réunions d'entreprise, voyages de récompense, foires et salons...), ou le milieu socio-professionnel et associatif (congrès, colloques...). L'assimilation de ce tourisme MICE aux évènements d'affaires est une erreur car seule une partie de ces manifestations a rapport avec le business : foires et salons essentiellement. Incentives, congrès et même conventions d'entreprises sont des opérations dont l'objectif majeur n'est pas la réalisation de profits mais la communication, l'activation d'un lien communautaire. Pour les congrès et réunions assimilées (colloques, symposiae...) s'ajoute l'enjeu important du partage de connaissances et de savoirs, du débat (Weber et Chon, 2002; Christofle, 2014).
Le tourisme MICE, élitaire, se différencie du tourisme de loisirs par son besoin en infrastructures et en services de haut niveau et sa clientèle exigeante. L'organisation, la gestion de ces évènements concerne de nombreux corps de métiers. La filière spécifique est l'union de ces métiers de l'évènementiel tournée vers les réunions entrepreneuriales et associatives.

## La filière MICE
La filière MICE comprend essentiellement palais et centres de congrès, hôtels, prestataires de biens et de services (restauration, interprètes, loueurs de mobilier, loueurs de véhicules de transport, etc.), organisateurs professionnels ou bureaux de congrès.
Les planificateurs-générateurs de ces diverses réunions peuvent être les entreprises (incentives, foires et salons, conventions...) voire les collectivités et les institutions pour la partie incentive et convention. Les congrès (colloques, symposiae) sont plutôt le fait d'associations socio-professionnelles ou ludiques, sociétés savantes, fédérations, organisations nationales et internationales gouvernementales et non gouvernementales.

## Bureaux de congrès
Les bureaux de congrès nationaux ou municipaux ont pour mission d'attirer les réunions dans leur territoire (promotion, marketing, aide au montage de projet et aux candidatures, etc.). Les enjeux sont grands pour la ville ou le pays hôte : l’économie locale, l'image de la destination bénéficieraient de la tenue des évènements d'envergure.

## Organisations MICE internationales OMI
- International Congress and Convention Association (ICCA, Amsterdam)
- Union of International Associations (UIA, Bruxelles)

- International Association of Professional Congress Organizers (IAPCO)
- European Cities Marketing (ECM, Dijon)
- MICE MAKER (München)
- Meeting Professional International (MPI)
- Professional Convention Management Association (PCMA)